# Typostola heterochroma
Typostola heterochroma là một loài nhện trong họ Sparassidae.
Loài này thuộc chi Typostola. Typostola heterochroma được Arthur Stanley Hirst miêu tả năm 1999.